# Christopher Burney
Pour les articles homonymes, voir Burney.
Christopher Burney (1916-1980) est un agent secret britannique du Special Operations Executive (SOE) pendant la Seconde Guerre mondiale.

## Identités
- État civil : Christopher Arthur Geoffrey Burney
- Comme agent du SOE, section F :
  - Nom de guerre (field name) : « Charles »
  - Nom de code opérationnel : YEW (en français IF)

Parcours militaire : SOE, section F ; grade : captain
Pour accéder à une photographie de Christopher Burney, se reporter au paragraphe Sources et liens externes en fin d'article.

## Biographie
1916
Le 16 juin, naissance de Christopher Burney, dans une famille britannique de classe aisée.
1941
- Pierre de Vomécourt « Lucas » organise AUTOGIRO, le premier réseau de résistance de la section F du Special Operations Executive. Parmi les recrues, il y a : Georges Bégué, le premier agent SOE parachuté en France, opérateur radio ; Noël Burdeyron (dont le pseudo est Norman F. Burley) ; et Mathilde Carré. Le manque d’argent, d’armes et de personnel, ainsi que les communications incomplètes avec Londres ont pour conséquence qu’AUTOGIRO fait peu de choses. Frustré, Burdeyron/Burley, agissant tout seul, fait dérailler un train de marchandises en retirant un rail, seul sabotage réussi d'AUTOGIRO, qui provoqua de nombreuses victimes allemandes.
- Impressionné, le SOE décide d’envoyer de l’aide à Burdeyron. Il recrute Christopher Burney, capitaine de l’armée britannique et commando entraîné, qui avait vécu en France et parlait un français parfait et sans accent.

1942
- 18 février. Roger Burney, son plus jeune frère, est l’un des deux officiers britanniques tués quand le sous-marin Surcouf (NN3) coule mystérieusement.
- 30 mai. La dernière nuit du mois, Burney est parachuté à l’aveugle près du Mans en même temps que William Grover-Williams « Sébastien », affecté à une autre mission, CHESTNUT.
- Burney, en se rendant à son rendez-vous avec Burdeyron, tourne autour de l’immeuble et repère plusieurs hommes suspects en train d’observer de plusieurs endroits. Il en déduit aussitôt que son rendez-vous a été éventé et qu’AUTOGIRO a été trahi[1]. Il s’en va tranquillement, et ne cherchera plus à entrer en contact ni avec Burdeyron ni avec Pierre de Vomécourt.
- Burney tente alors de créer son propre réseau. Mais, au bout de onze semaines, il apprend que l’Abwehr fait passer une circulaire demandant aux employés de banque et d’hôtel de surveiller un homme nommé Charles qui poserait des questions étranges, et offrant une récompense pour des renseignements sur ses allées et venues. La circulaire contient une bonne description de Burney qui, grand et blond, se fait remarquer en Normandie, où le Français moyen est petit et foncé. Décidant qu’il avait fait tout ce qu’il pouvait, il prépare son évasion à travers les Pyrénées vers l’Espagne pour rentrer en Angleterre. Grover-Williams lui affre son aide, et Burney le rencontre plusieurs fois pour mettre au point cette évasion. Mais le matin du jour où il doit rencontrer Grover-Williams pour la dernière fois, Burney est surpris dans son sommeil par des agents de l’Abwehr qui ont été renseignés par un employé d’hôtel qui connaissait la circulaire.
- Les Allemands enferment Burney, d’abord à la prison de Fresnes pour quinze mois d’isolement, puis à Buchenwald.

1945
Libéré, il travaille pour l’ONU - qui vient d’être créée - en aidant à passer les contrats pour son immeuble de New York City.
1949-1951
Quand Adrian Pelt, le diplomate néerlandais et Secrétaire général adjoint est désigné dans le territoire franco-britannique de Libye comme Commissaire pour l’indépendance de la Libye, Burney est choisi pour être son adjoint.
Années 1950
Le magnat de la banque Siegmund Warburg le recrute comme directeur de la British and French Bank.
1980
Décès.

## Distinction
- Royaume-Uni : Membre de l'Ordre de l'Empire britannique (MBE).

## Œuvres
- The Dungeon Democracy, 1946.
- Solitary Confinement, 1951.

### Sources et liens externes
- Fiche Christopher Burney : voir le site Special Forces Roll of Honour.
- Michael Richard Daniell Foot et Jean-Louis Crémieux-Brilhac (annot.) (trad. de l'anglais), Des Anglais dans la Résistance : le service secret britannique d'action (SOE) en France, 1940-1944, Paris, Tallandier, 2008, 799 p. (ISBN 978-2-84734-329-8). Traduction en français par Rachel Bouyssou de (en) M. R. D. Foot, SOE in France an account of the work of the British Special Operations Executive in France, 1940-1944, London London Portland, OR, Whitehall History Pub. Frank Cass, 2004 (ISBN 978-0-7146-5528-4). Ce livre présente la version officielle britannique de l’histoire du SOE en France.